# Jean-Baptiste Sabatier-Blot
Pour les articles homonymes, voir Sabatier et Blot.
Jean-Baptiste Sabatier-Blot (Lassur, 31 janvier 1801 - Paris 17e, 20 octobre 1881) est un artiste peintre et un daguerréotypiste français, pionnier de la photographie.

## Biographie
Quittant le petit séminaire, Sabatier devient peintre miniaturiste à Paris. Il installe son atelier parisien dans les galeries du Palais-Royal d'abord au no 52, et participe au Salon entre 1831 et 1843. Puis, en 1842, au no 137, il ouvre un studio de daguerréotypie, ajoutant à son nom celui de son épouse. C'est là, en 1844, qu'il obtient au moins deux épreuves en portrait de son ami Louis Daguerre, l'une ayant été retrouvée par le collectionneur Gabriel Cromer, lequel était lié à la famille Sabatier-Blot. En 1844 et 1849, il présente ces travaux à l'Exposition publique des produits de l’industrie à Paris, où il décroche une mention honorable.
Jusque dans les années 1850, il se présente comme « un peintre en miniature, réalisant des portraits au daguerréotype » et exerce principalement au Palais-Royal où il semble s'être fait une belle réputation de portraitiste. 
En 1851, il devient membre de la Société héliographique puis en 1854, il fait partie des premiers membres de la Société française de photographie. Dans les années 1860, il dépose deux brevets pour deux appareils de développement « faciles à utiliser » dont un pouvant être utilisé en plein air puis produit de la photo-carte de visite. Il se retire au début des années 1870.
Le musée d'Orsay et la Bibliothèque nationale de France conservent de lui un certain nombre de daguerréotypes,.

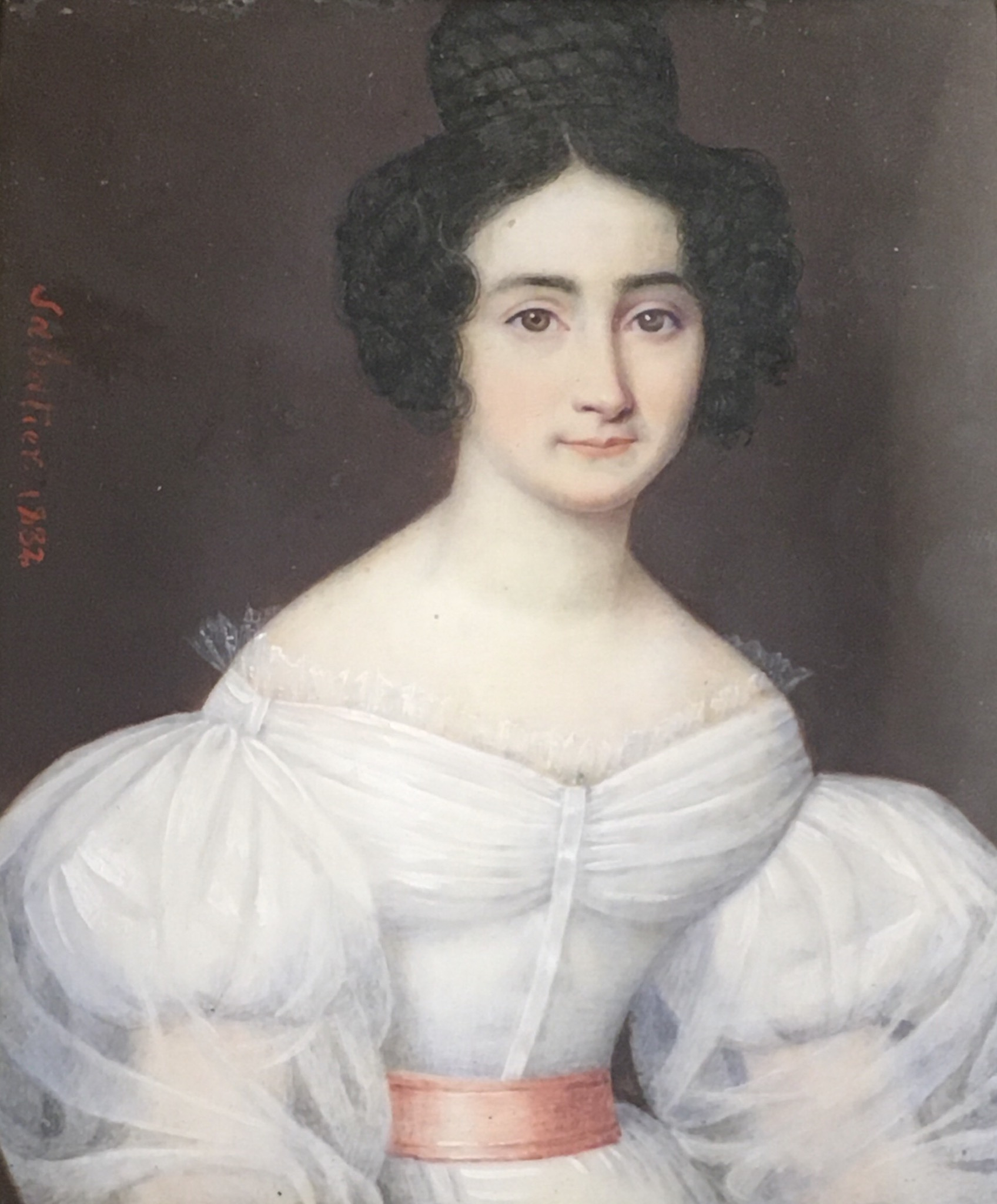
Portrait de femme en blanc par Jean-Baptiste SABATIER-BLOT - 1832 - Coll Fondation Alexandre Vassiliev

Sa fille Maria, née de son mariage avec une mademoiselle Blot, épouse le peintre et photographe Victor Laisné (ou Lainé, 1830-1911), auquel il laisse la gérance de son studio.